# Пашков, Еремей Афанасьевич
Ереме́й Афана́сьевич Пашко́в — стольник и воевода.

## Биография
Представитель дворянского рода Пашковых. Сын енисейского и нерчинского воеводы Афанасия Филипповича Пашкова (? — 1664).
В 1655 году Еремей Пашков назначен вторым воеводой в «товарищи» своему отцу, первому воеводе в Нерчинске Афанасию Пашкову.
В 1661 году Е. А. Пашков возглавил поход на тунгусов. Он выступил из Иргенского острога во главе небольшого отряда (72 казака и 20 эвенков) на «великого государя непослушников на Тунгуские улусы в поход». Поход закончился неудачно. Весь отряд был перебит, а сам Еремей Пашков, получивший ранение, спасся и целую неделю блуждал по горам, пока не вышел к озеру Иргень.
В 1667 году по царскому указу Е. А. Пашков был послан во Владимир «для сыску серебряной руды» уже в придворном звании стольника.
В 1670 году — второй воевода в Тамбове, «товарищ» (заместитель) первого воеводы Якова Тимофеевича Хитрово. Принял участие в подавлении крестьянского восстания в Тамбовском уезде.
В 1673 году Е. А. Пашков был назначен воеводой в Козлове. В 1675 году по челобитью козловских жителей Еремей Пашков вторично был оставлен на воеводстве в Козлове.
21 ноября 1676 года стольник Еремей Афанасьевич Пашков был назначен в Казанский разрядный приказ. В 1679 году Е. А. Пашков был назначен на воеводство в Белгород.
В 1680 году — третий воевода в Киеве.
В январе 1682 года Е. А. Пашков участвует в Земском соборе и в качестве выборного человека подписал соборное постановление об отмене местничества.
В 1683—1684 годах находился на воеводстве в Чебоксарах.

## Семья и дети
Жена — Евдокия Кирилловна
Дети:
- Иван Еремеевич Пашков (Большой), поручик
- Иван Еремеевич Пашков (Меньшой), поручик
- Анна Еремеевна Пашкова, жена Никиты Моисеевича Зотова, первого учителя царя Петра